# Джон, Гвен
Гвендолен Мэри Джон (англ. Gwendolen Mary John; 22 июня 1876, Хаверфордуэст, Уэльс — 18 сентября 1939, Дьеп) — уэльская художница, прожившая большую часть жизни во Франции. Сестра художника Огастеса Джона.

## Биография
Родилась в Хаверфордуэсте. Была второй из четырёх детей адвоката Эдвина Уильяма Джона и его жены Августы (урождённой Смит). Её мать умерла, когда Гвендолен было восемь лет. В 1895 году Гвен Джон поступила в лондонскую Школу изящных искусств Слейда, где училась до 1898 года у Генри Тонкса. В 1899 году уехала в Париж, где четыре месяца брала уроки у Уистлера. В том же году вернулась в Лондон. В 1900 году художница впервые выставила свои работы в Новом английском художественном клубе (пользовалась его услугами вплоть до 1911 года).
Осенью 1903 года Гвен снова поехала во Францию, жила в Бордо и в Тулузе. В 1904 году в Париже, начала позировать как модель для Огюста Родена, в результате чего между ними завязались любовные отношения. В этот период Гвен познакомилась со многими выдающимися деятелями европейской культуры — с Матиссом, Пикассо, Бранкузи. С немецким поэтом Райнером М. Рильке художницу долгие годы связывала тесная дружба. В 1910 году, после разрыва отношений с Роденом, Гвен Джон поселилась в Мёдоне, где провела практически весь остаток своей жизни. Здесь она жила одиноко, со своими кошками, которых любила рисовать. Вскоре после переезда в Мёдон художница обратилась к католицизму, и в 1913 году примирилась с церковью. В её дневнике того времени можно найти многочисленные молитвы; себя же она именовала «маленькой художницей Господа». В дальнейшем часто выполняла художественные заказы церкви.
В Париже Гвен Джон выставляла свои полотна на Осеннем салоне в 1919 году, и затем регулярно, вплоть до второй половины 1920-х годов. Художница известна в первую очередь своими превосходно написанными женскими портретами.